# Nízkonákladová letecká společnost

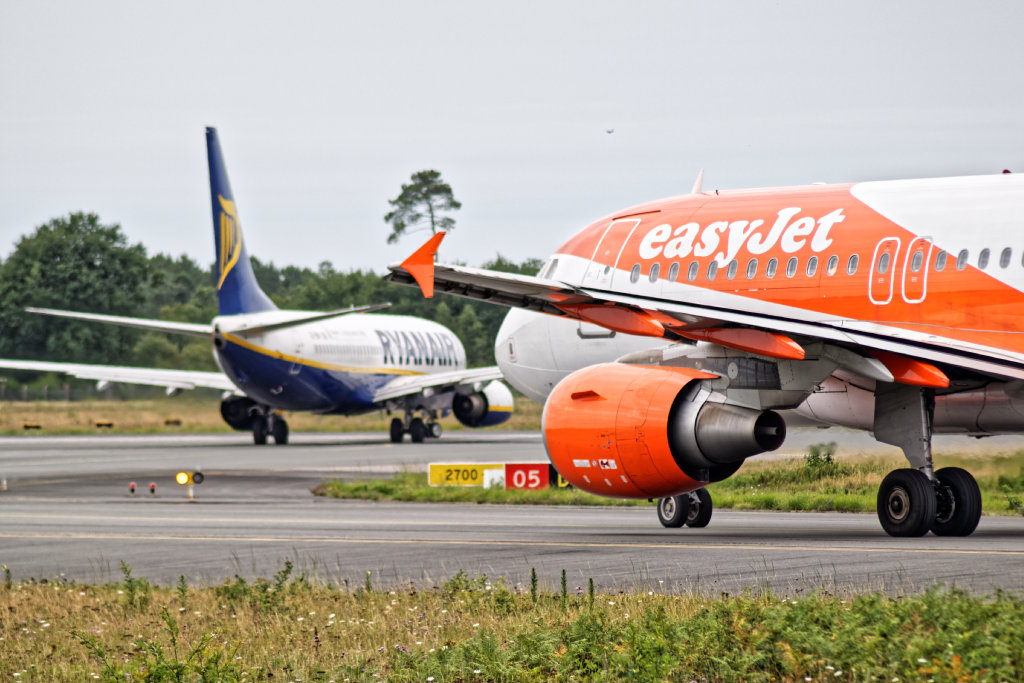
Letadla společností EasyJet a Ryanair, které jsou největšími nízkonákladovými aeroliniemi v Evropě a zároveň největšími konkurenty

Nízkonákladová letecká společnost (anglicky low-cost carrier) nabízí leteckou přepravu za nižší ceny než klasická letecká společnost, protože stlačila své náklady tím, že výrazně omezila služby pro cestující. Letenky bývají velmi levné a v ceně letenek je obvykle jen přeprava jednoho kusu zavazadla do 10 kg. Všechny další služby jsou zpoplatněny vysokým poplatkem. Letadla bývají velice účelově a jednoduše zařízena a létají na krátké a střední vzdálenosti bez přestupů. Výstižným příkladem jsou společnost Ryanair, EasyJet nebo Wizz Air.
K roku 2002 přepravily nízkonákladové aerolinie necelých 10 % cestujících v Evropě. K roku 2017 je podíl v celkové dopravě na tomto kontinentu přibližně 43 %.

## Vlastnosti

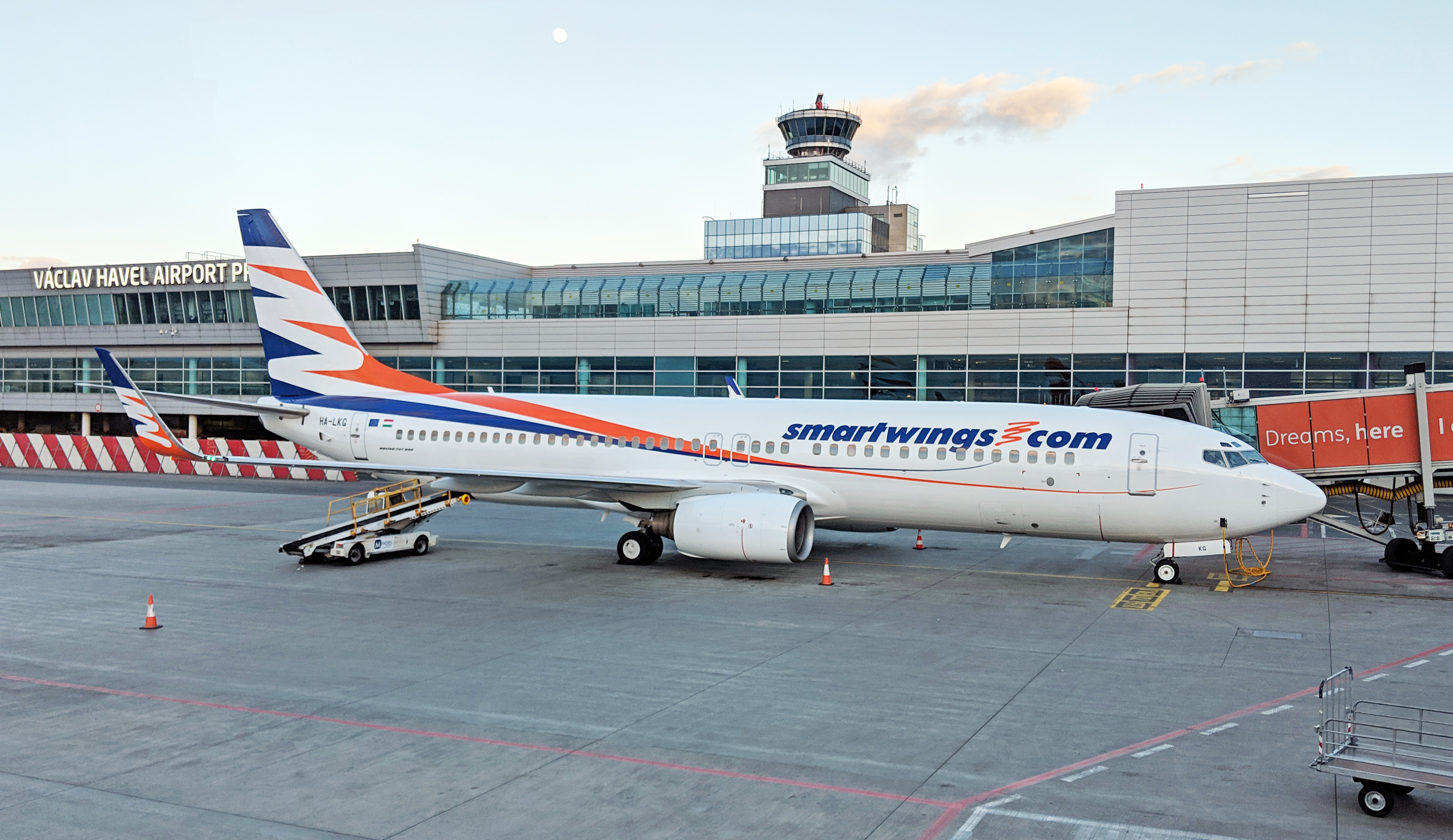
Boeing 737-800 je nejčastějším letadlem české nízkonákladové aerolinie SmartWings, letiště Praha

- Flotila letadel – Letový park je důležitou strategií nízkonákladových společností. Prosperita společnosti spočívá i v účelovosti nákupu strojů, aby pro ně měli správné využití s ekonomickými úsporami. V případě zakoupení neúčelového stroje, společnosti se zvyšují náklady ve formě ceny paliva a servisu. Dopravce předem musí zvážit, kam bude s pořízenými letadly létat. Nejčastějšími používanými značkami letadel bývají Boeing 737 a Airbus A320. Většina dopravců zachovává stejného výrobce či typ letadla, což vede ke snížení nákladů na jejich údržbu.
- Jediná třída v letadle – Typickým rysem nízkorozpočtových dopravců je provozování pouze ekonomické třídy, jelikož obchodní a první třída jsou proti jejich strategii. Navíc zajišťování servisu těchto nadstandardních tříd zvyšuje náklady na údržbu a personál. Taktéž snižuje kapacitu sedadel. Hlavním cílem není nabídnout komfort, ale co nejnižší cenu.
- Maximální sedadlová kapacita – Sedadla jsou konfigurována těsně za sebou, aby místo v letadle bylo maximálně využito. Tím se snižuje komfort cestujících.
- Výběr sedadla po příchodu na palubu – Většina nízkorozpočtových dopravců dává přednost libovolnému výběru sedadla po příchodu na palubu. To se děje z důvodů snížení personálních nákladů a možnost dalšího výdělku zakoupením služby přednostního nástupu do letadla „Priority Boarding“ či „Speed Boarding“. Přednostní nástup aneb „kdo dřív přijde, ten dřív mele,“ umožňuje cestujícím být mezi prvními, kteří nastoupí do letadla, a tím mít nejlepší možnost výběru místa. U klasických pravidelných airlines je rezervace sedadla zdarma a většina z nich provádí 24 hodin před odletem tzv. pre-seating pro rodiny s dětmi, skupiny a cestující se zdravotním omezením a speciálními požadavky. Tato služba představuje pro dopravce nemalé náklady, avšak žádný zisk.
- Není třeba klasické letenky a členství v IATA Clearing House – Nízkonákladoví dopravci zpravidla využívají svůj vlastní, na míru ušitý rezervační systém, a tím náklady na distribuci a změny letových dokladů snižují na minimum. Nepotřebují k tomu žádný jiný subjekt, zatímco klasické letecké společnosti využívají GDS (Global Distribution System), jako jsou např. Amadeus, Galileo, Sabre aj., a IATA organizace tzv. Clearing House, což je mezičlánek pro zúčtování letových dokladů mezi prodejcem letenek a dopravcem. GDS ale nejsou majetkem letecké společnosti a ta platí za jejich využívání vysoké poplatky, což se nepřímo promítá do ceny letenky.
- Spojení z bodu do bodu a na krátké vzdálenosti – Pro nízkorozpočtové letecké společnosti jsou typická jednoduchá spojení, tzv. rotace mezi domácím letištěm a cílovou destinací bez návazných spojů. Systematicky tím snižují provozní i personální náklady, umožňují lepší operativnost letadel, snadnější dodržování letového řádu a zvyšují výnos z letových hodin. Zcela výjimečně létají do vzdálenějších destinací, nejsnadnější zisk je totiž z krátkotraťových letů, kde nízkonákladové aerolinie nepotřebují drahou flotilu k provozování dálkových letů. U letů přes oceán se spotřeba paliva výrazně zvyšuje (prodloužení koridorů, klimatické podmínky).

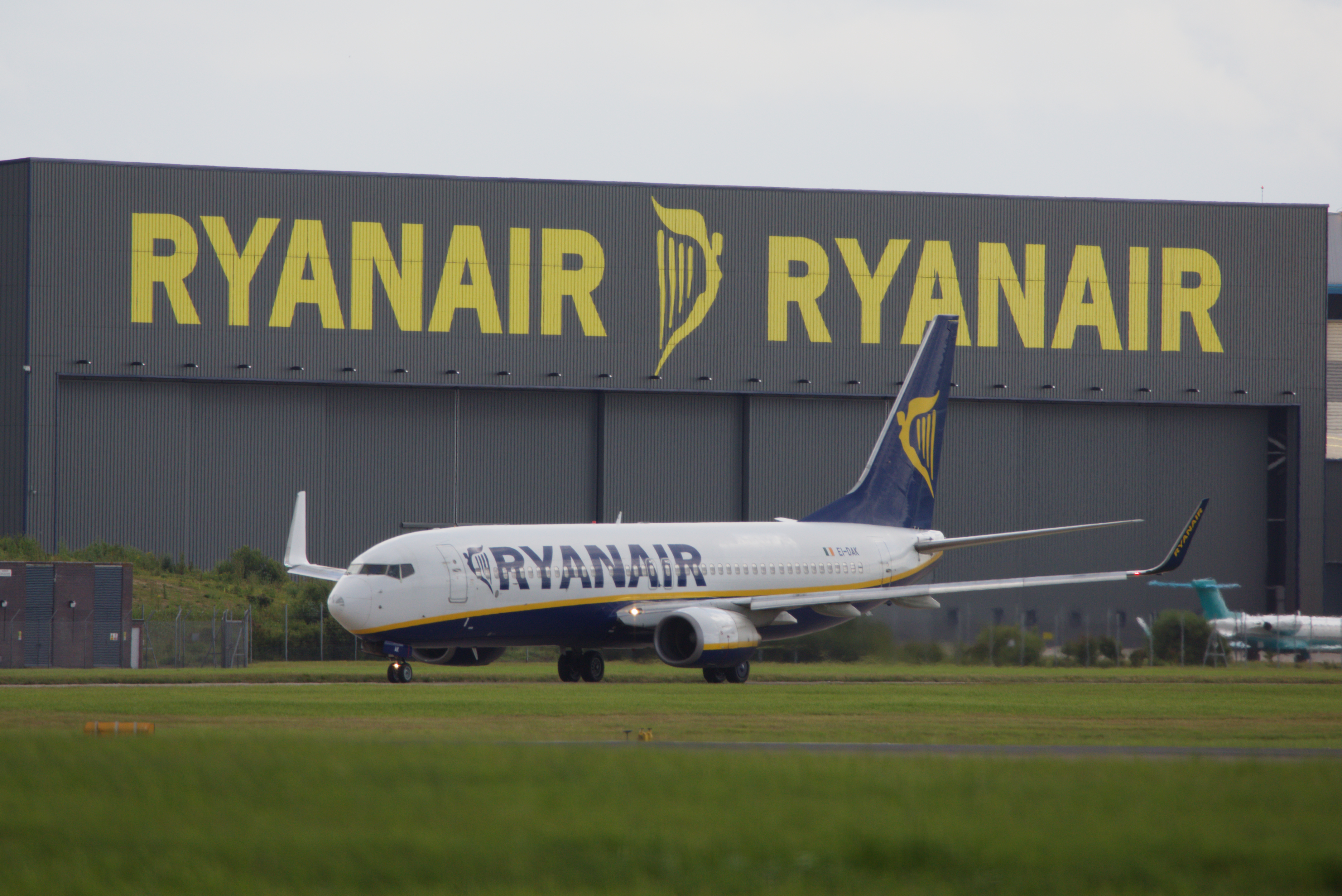
Boeing 737-800 společnosti Ryanair na letišti Stansted, které společnost při prodeji vydává za Londýn, i když letiště na území tohoto města neleží

- Lety na sekundární letiště – Primární mezinárodní letiště jsou ve většině případů pro nízkorozpočtové dopravce drahé, a proto častěji využívají sekundárních letišť, které mají levnější letištní poplatky. Tato letiště jsou zpravidla vzdálenější od center měst, nebo se v nich vůbec nenachází. Zde se opět nachází další příležitost výdělku pro low cost, kdy cestující mají možnost rezervace pozemní dopravy do středu metropole (například Hahn pro Frankfurt, Luton a Stansted pro Londýn, Beauvais pro Paříž[3]).
- Především přímé lety – Jen výjimečně lze zakoupit low cost letenku s návazným spojením do další destinace či ve spolupráci s jiným dopravcem. Pro klienta je levnější a pro nízkonákladového dopravce efektivnější letět bez přestupů, a tím se vyvarovat navýšení ceny letenky za tranzitní (přestupní) letiště, zvýšení spotřeby paliva, poplatků za handling a prodloužení cestovní doby při přestupu.
- Tarifní struktura a podmínky – Pravidelné letecké společnosti tvoří svou cenovou politiku pomocí tarifů pro každý trh a segment klientů. Pomocí nich letecké společnosti ovlivňují ceny letenek pro jednotlivé segmenty, kterými jsou business cesty, turistické cesty, skupiny a zahraniční místní trhy (cizinec si zakoupí letenku Varšava-Praha-Varšava za odlišnou cenu než Čech kupující si linku Praha-Varšava-Praha). „Normální tarify mohou být specifikovány jak pouze pro jednu cestu (One Way), tak pro cestu tam a zpět (Return Way). Cena leteckého jízdného pouze pro one way cestu není 50 % zpátečního tarifu, bývá většinou na úrovni 60–65 % ceny zpáteční letenky. Je to z toho důvodu, aby kombinace dvou jednosměrných cest nebyla levnější, než je publikované jízdné ze země počátku cesty.“[4] Nízkonákladoví dopravci mají velice jednoduché tarify, zcela odlišné od tarifů klasických dopravců, a cenu jednosměrných letenek nijak nenavyšují.
- Minimální počet prodejních míst – Velkou úsporu představuje minimalizace či absence kamenných kanceláří. Náklady za pronájem prostor a personální síly jsou příliš drahé, aby si mohl dopravce dovolit nabízet své letenky za tak nízkou cenu. Přesto někteří dopravci občas provozují své kanceláře na domestikovaných letištích či GSA (Global Sales Agent) nebo využívají GDS (Global Distribution System).
- Minimální spolupráce s cestovními kancelářemi, absence globálních distribučních systémů – Základní myšlenka low cost je prodávat s vlastním distribučním systémem a nenavyšovat náklady na distribuci služeb pomocí GDS. Avšak lze najít i výjimky nízkorozpočtových aerolinií, které GDS využívají. Značka GDS v překladu znamená globální distribuční systém, který funguje právě na základě spolupráce s IATA (The International Air Transport Association, Mezinárodní asociace leteckých dopravců) a cestovními kancelářemi. GDS využívají například společnosti Smartwings, Condor a jiné.
- Dodatečné změny v rezervaci letenky – Na rozdíl od pravidelných dopravců umožňuje drtivá většina discount aerolinií změnu jména za poplatek. Cestovní doklad klasických leteckých společností je nepřenosný na jinou osobu. Změna termínu bývá běžná u obou dopravců obvykle za poplatek.
- Čím bližší odlet, tím vyšší cena letenky – U low cost dochází k nárůstu ceny letenky dle obsazenosti letadla, u pravidelných dle tarifu i obsazenosti.
- Méně stevardů – Jelikož nízkorozpočtové společnosti obchodní třídu nemívají, není třeba navyšovat počet palubních průvodčí. Avšak musí dodržet vždy minimální počet členů posádky dle bezpečnostních předpisů.
- Zpoplatnění služeb nad rámec – Volitelnost služeb je základní filozofií všech nízkonákladových dopravců. Proto je nutno očekávat zpoplatnění veškerých služeb nad rámec zakoupeného jízdného. Nabízejí za poplatek široké spektrum služeb, kterými jsou např. rezervace hotelu, pronájem vozu, cestovní pojištění, transfer z/na letiště, web check-in, počet a váha odbavených zavazadel, sportovní vybavení a nadměrná zavazadla, VIP salonek, přednostní nástup do letadla nebo seating, cestování s domácím mazlíčkem (pouze pes nebo kočka), nedoprovázené dítě, občerstvení na palubě nebo duty free zóna.
- Placení ihned po rezervaci – Po rezervaci letenky je nutné ihned provést platbu platební kartou, eventuálně bankovním převodem. Rezervace na další den či delší dobu není možná z důvodu stále měnící se ceny letenky a absence prodejních míst.
- Vlastní věrnostní programy – Zpočátku nízkonákladové letecké společnosti neměly žádné věrnostní programy. Až postupem času je začaly vytvářet zejména hybridní nízkorozpočtové aerolinie, aby lépe konkurovaly bonusovým programům klasických leteckých dopravců tvořící aliance (např. SkyTeam, Oneworld, Star Alliance). Nejedná se o typické věrnostní programy zakládané více dopravci (aliancemi), ale o své vlastní – formou slevy z budoucího nákupu.
- Menší flexibilita rezervací – Změna rezervace není vždy možná, pokud možná, je zpoplatněná

## Cestování

### Letenky
Letenky je ve většině případů možné rezervovat na webových stránkách dopravce a zaplatit přes Internet platební kartou. Některé společnosti umožňují za splnění určitých podmínek platbu i bankovním převodem. Většinou platí, že čím dříve si cestující letenku koupí, tím je levnější. Nízkonákladové aerolinky nevydávají papírové letenky, zákazníkovi je pouze e-mailem zaslán kód, kterým se spolu s cestovním dokladem na letišti prokáže, nebo si letenku může vytisknout sám.

### Odbavení

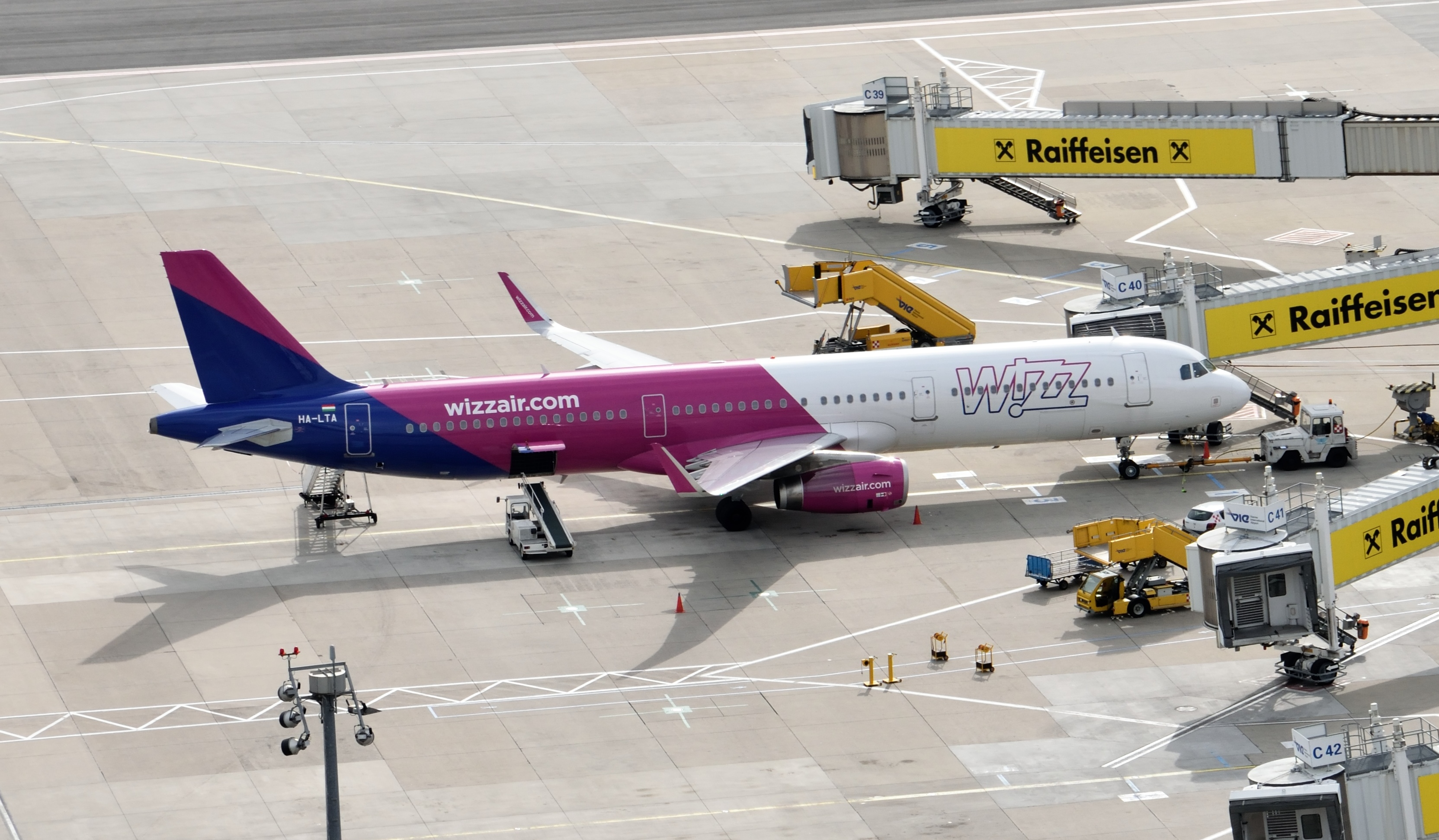
Airbus A321 maďarské nízkonákladové společnosti Wizz Air během odbavování na letišti Vídeň

Každá letecká společnost si stanovuje vlastní podmínky pro minimální čas k odbavení, je proto vždy nutné zkontrolovat na stránkách dopravce přesný čas, kdy se má cestující nejpozději dostavit. Odbavovací přepážka většinou otevírá dvě hodiny před odletem letadla a zavírá se hodinu až 30 minut před odletem.
Některé aerolinky nepřidělují zákazníkům čísla sedadel, ale cestující vcházejí do letadla podle času odbavení a mohou si sami vybrat, kde chtějí sedět. Tento systém motivuje cestující, aby se dostavili s předstihem, aby si mohli vybrat nejlepší místa, což současně zrychluje odbavení.

### Zavazadla
V ceně letenky je většinou jen jedno malé zavazadlo (nejčastěji kufr) vážící maximálně 10 kg, někdy je povoleno vzít dále i jednu malou tašku s nákupem ze speciálních letištních obchodů, kabelku nebo příruční tašku. Stejně jako klasické letecké společnosti i u nízkonákladových aerolinek je možné si vzít s sebou na palubu letadla jedno příruční zavazadlo a jedno nebo dvě zavazadla přepravit v úložném prostoru. Velká většina nízkonákladových aerolinek účtuje poplatek za každé zavazadlo vyžadující odbavení. Poplatek je nižší, pokud je zaplacen hned při rezervaci letenky, na letišti může být až desetinásobný.
Všechny aerolinky stanovují váhový limit na zavazadla k odbavení – ve většině případů může být váha všech zavazadel maximálně 20 kg. Při překročení této hranice cestující zaplatí poplatek za každý kilogram navíc. Nízkonákladové letecké společnosti bývají při vybírání poplatku často přísnější než klasické aerolinky, zákazník musí někdy zaplatit i pouhý jeden kilogram navíc. Do limitu se obvykle nepočítají speciální zavazadla, jako jsou lyže, golfové hole nebo kolo. Za přepravu těchto věcí se obvykle platí zvláštní poplatek.

### Na palubě letadla

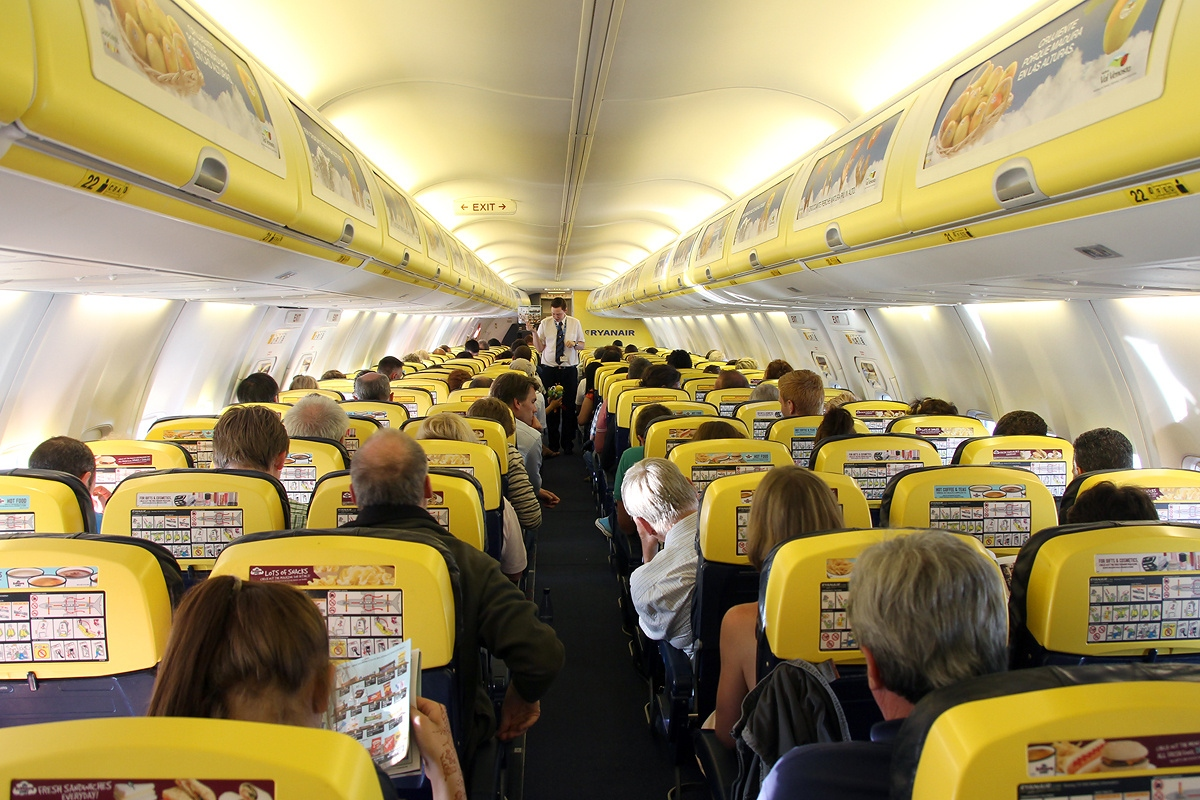
Kabina Boeingu 737 Ryanair, maximální ziskovosti je dosaženo umístěním reklamy na zavazadlové prostory

U nízkonákladových společností cestující nedostává během letu zdarma žádné občerstvení, může si však zakoupit různé nápoje, sendviče, sladkosti, případně drobné dárky apod. Některé aerolinky umožňují prohlédnout si menu již při rezervaci a jídlo, které si cestující vybere, zaplatit rovnou s letenkou.

## Hybridní nízkonákladoví dopravci
Hybridní model vzniká kombinací prvků dopravců pravidelných na straně jedné a nízkorozpočtových na straně druhé. Dnes hybridní společnosti převládají, klasických nízkonákladových je jen velmi málo. Schopnost nízkorozpočtových aerolinií fungovat na nižších nákladech se postupem času začala pomalu vytrácet. Tato ztráta se stala právě příčinou transformace na hybridní produkt. Další možnou příčinou zůstává fakt, že low cost dopravci se snaží všemožně proniknout na trh dopravců síťových i regionálních.

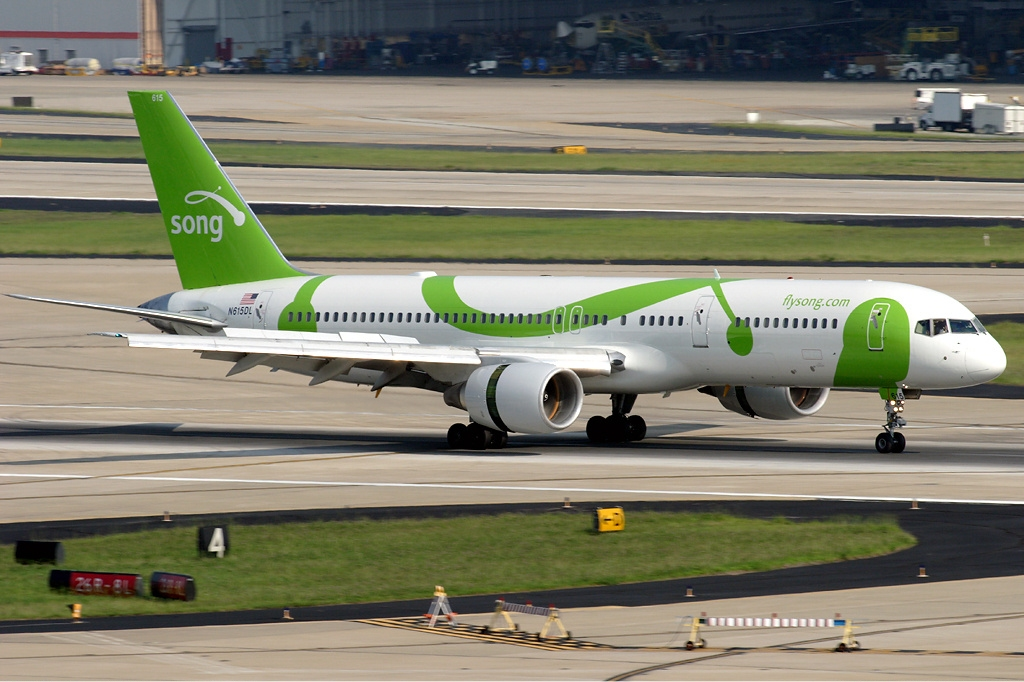
Letadlo Boeing 757 nízkonákladové „hybridní" společnosti Song, kterou provozovala aerolinie Delta mezi lety 2003–2006

Prapůvodním hybridem byla společnost Southwest Airlines v USA, v Evropě je za průkopníka považován britský easyJet. Ten se vyhýbá sekundárním letištím a létá na primární letiště. Tato strategie se vyplatila, jelikož na velká obchodní letiště létají klienti právě kvůli byznysu. Jedním z prvních, kteří se pustili do nějakých změn, byl dopravce Continental Lite. Jednalo se však pouze o krátkodobý experiment. Poté přišel US Air, který založil dceřinou společnost Metrojet. Také společnost Delta se pokoušela prorazit se svými odnožemi Delta Express a Song. Klasičtí dopravci si vytvářejí své nízkonákladové pobočky jako znak konkurence.
Britská aerolinie British Airways se rozhodla založit nezávislou jednotku Go. Toto rozhodnutí bylo dosti zásadní, low cost společnost Go byla totiž velice úspěšná. Později však byla nabídnuta k odkupu konkurenčnímu EasyJet. Dalším příkladem je firma finská aerolinie Blue1 a její odnož Snowflake, která však trvala jen krátkou dobu. Někteří pravidelní dopravci se pokusili pro získání nových zákazníků toužících po nižších cenách přetransformovat v nízkorozpočtové. Jako příklad lze uvést Aer Lingus, který omezil náklady a rozšířil škálu svých služeb.[zdroj?] Stejně tak České aerolinie začaly na palubě svých letadel nabízet občerstvení pouze za příplatek. Většina leteckých společností začala také prodávat letenky v několika tarifech, např. jen s příručním zavazadlem, přičemž částka za další, odbavené zavazadlo, je vyšší.